# 문학진
문학진(文學振, 1954년 10월 26일~)은 대한민국의 정치인이다. 제17·18대 국회의원을 지냈다.
경기도 광주군 구천면 곡교리(현 서울특별시 강동구 천호동)출생이다.
한겨레신문 정치부 기자를 거쳐 1995년 새정치국민회의 광주·하남 조직책을 맡으면서 정계에 입문했다. 15대 총선과 16대 총선에서 잇달은 낙선한 후 17대 총선에서 처음으로 당선되었고, 18대 총선에서 재선에 성공했다.
특히 16대 총선에서는 경기도 광주에서 출마해 한나라당 박혁규 후보에게 불과 3표차로 패배했다.
2008년 12월에 국회에서 해머를 휘둘러 외교통상위원회 문을 파손한 혐의로 벌금 200만원을 선고받았다.

## 학력
- 서울천호국민학교 졸업
- 서울중학교 졸업
- 서울고등학교 졸업
- 고려대학교 문과대학 사학 학사

## 경력
- 고려대학교 반유신투쟁위원회 위원장
- 조선일보 정치부 기자
- 한겨레신문 정치부 기자
- 고려대학교 민주동우회 이사
- 서울고등학교 총동창회 이사
- 새정치국민회의 정책조정위 부위원장
- 새정치국민회의 경기도 지부 하남시·광주군 지구당위원장
- 하남사랑공동체 이사장
- 국민정치연구회 운영위원
- 새천년민주당 경기도 지부 광주군 지구당위원장
- 새천년민주당 경기도 지부 하남시 지구당위원장
- 대통령비서실 정무수석실 정무1비서관
- 제17·18대 국회의원
- 제17대 국회 전반기 정무위원회 간사
- 열린우리당 제2정책조정위원회 부위원장
- 전국택견연합회 회장
- 열린우리당 남북평화특별위원회 위원장
- 남북체육교류협회 초대 회장
- 제18대 국회 전반기 외교통상통일위원회 간사
- 민주당 쇄신을 위한 당원대회 및 민주희망쇄신연대 사무총장
- 민주당 전당대회준비위원회 부위원장
- 민주당 경기도당 하남시 지역위원회 위원장
- 민주통합당 홍보전략본부장
- 민주통합당 경기도당 하남시 지역위원회 위원장
- 민주당 경기도당 하남시 지역위원회 위원장
- 새정치민주연합 경기도당 하남시 지역위원회 위원장
- 더불어민주당 경기도당 하남시 지역위원회 위원장
- 제8대 경기평택항만공사 사장
- 제20대 대통령 선거 더불어민주당 이재명 대통령 후보 대한민국대전환 선거대책위원회 후보 직속 정무특보단 단장
- 제22대 국회의원 선거 경기 광주시 을 더불어민주당 국회의원 예비후보

## 전과
- 폭력행위등처벌에관한법률위반(야간·공동폭행): 벌금 1,000,000원 - 2003년 10월 10일 선고[2]
- 공용물건손상: 벌금 2,000,000원 - 2009년 11월 23일 선고[2]

## 역대 선거 결과
|  | 28.97% |

|  | 34.14% |

|  | 35.3% |

|  | 42.65% |

|  | 46.19% |

|  | 42.25% |

|  | 34.56% |

## 소속 정당
| 소속 정당 | 소속 정당      | 소속 기간 | 비고      |
| --------- | -------------- | --------- | --------- |
|           | 새정치국민회의 | 1996~2000 | 정계 입문 |
|           | 새천년민주당   | 2000~2003 | 합당      |
|           | 무소속         | 2003      | 탈당      |
|           | 열린우리당     | 2003~2007 | 창당      |
|           | 대통합민주신당 | 2007~2008 | 합당      |
|           | 통합민주당     | 2008      | 합당      |
|           | 민주당         | 2008~2011 | 당명 변경 |
|           | 민주통합당     | 2011~2013 | 합당      |
|           | 민주당         | 2013~2014 | 당명 변경 |
|           | 새정치민주연합 | 2014~2015 | 합당      |
|           | 더불어민주당   | 2015~현재 | 당명 변경 |

## 같이 보기
- 하남시 (선거구)
- 하남시의 국회의원